# Liste der Einträge im National Register of Historic Places im Benton County (Arkansas)
Die Liste der Registered Historic Places im Benton County führt alle Bauwerke und historischen Stätten im Benton County in Arkansas auf, die in das National Register of Historic Places aufgenommen wurden.

## Aktuelle Einträge
| Lfd. Nr. | Name                                                        | Bild | Datum der Eintragung | Adresse/Lage                                                                                               | Ort             | ID-Nr.    | Beschreibung |
| -------- | ----------------------------------------------------------- | ---- | -------------------- | --- | --------------- | --------- | --- |
| 1        | Adar House                                                  |      | 25. März 1988        | Abseits der AR 59                                                                                          | Sulphur Springs | 87002358  | |
| 2        | Alden House                                                 |      | 28. Jan. 1988        | Route 1 | Bentonville     | 87002378  | |
| 3        | Alfrey-Brown House                                          |      | 4. Okt. 1984         | 1001 S. Washington St.                                                                                     | Siloam Springs  | 84000003  | |
| 4        | Applegate Drugstore                                         |      | 23. Juni 1982        | 116 1st St.                                                                                                | Rogers          | 82002095  | |
| 5        | Bank of Gentry                                              |      | 28. Jan. 1988        | Main St.                                                                                                   | Gentry          | 87002416  | |
| 6        | Bank of Rogers Building                                     |      | 23. Juni 1980        | 114 S. 1st St.                                                                                             | Rogers          | 80000773  | |
| 7        | Banks House                                                 |      | 28. Jan. 1988        | AR 72, westlich von Hiwasse                                                                                | Hiwasse         | 87002365  | |
| 8        | Fred Bartell House                                          |      | 28. Jan. 1988        | 324 E. Twin Springs St.                                                                                    | Siloam Springs  | 87002429  | |
| 9        | Beasley Homestead                                           |      | 28. Jan. 1988        | U.S. Highway 71B                                                                                           | Bethel Heights  | 87002375  | |
| 10       | Bella Vista Village Country Club                            |      | 13. Jan. 2021        | 98 Clubhouse Dr.                                                                                           | Bella Vista     | 100006021 | |
| 11       | Bella Vista Water Tank                                      |      | 14. Aug. 1992        | Kreuzung von Suits Us Dr. und Pumpkin Hollow Rd.                                                           | Bella Vista     | 92000985  | 1920s stone tank |
| 12       | Benton County Courthouse                                    |      | 28. Jan. 1988        | 106 SE. A St.                                                                                              | Bentonville     | 87002340  | |
| 13       | Benton County Jail                                          |      | 28. Jan. 1988        | 212 N. Main St.                                                                                            | Bentonville     | 87002334  | |
| 14       | Benton County National Bank                                 |      | 1. Sep. 1983         | 123 W. Central                                                                                             | Bentonville     | 83001156  | Laut NRHP-Eintrag in Benton City, während Adresse und Koordinaten auf einen Block in Downtown Bentonville verweisen.            |
| 15       | Benton County Poor Farm Cemetery                            |      | 20. Mai 2008         | Westseite der NE. Young Ave. etwa 50 m nördlich der NE. Carnahan Ct.                                       | Bentonville     | 08000431  | |
| 16       | Bentonville Confederate Monument                            |      | 26. Apr. 1996        | Public Sq. Park., in der Nähe der Kreuzung von 2nd und Main Sts.                                           | Bentonville     | 96000459  | |
| 17       | Bentonville High School                                     |      | 28. Jan. 1988        | 410 N.W. 2nd St.                                                                                           | Bentonville     | 87002339  | 1928 erbaut mit Elementen aus spanischem Kolonialstil, Missions- und mediterranem Stil; Schulgebäude der Old High Middle School |
| 18       | Bentonville Third Street Historic District                  |      | 12. Nov. 1993        | grob entlang der 3rd St. SE. zwischen Main St. und C St. SE.                                               | Bentonville     | 93001202  | |
| 19       | Bentonville Train Station                                   |      | 28. Jan. 1988        | 414 S. Main St.                                                                                            | Bentonville     | 87002337  | |
| 20       | Bentonville West Central Avenue Historic District           |      | 22. Okt. 1992        | W. Central Ave. zwischen SW. A und SW. G Sts.                                                              | Bentonville     | 92001349  | |
| 21       | Bertschy House                                              |      | 28. Jan. 1988        | 507 N.W. 5th St.                                                                                           | Bentonville     | 87002336  | |
| 22       | Blackburn House                                             |      | 28. Jan. 1988        | 220 N. 4th St.                                                                                             | Rogers          | 87002402  | |
| 23       | Blackwell-Paisley Cabin                                     |      | 28. Jan. 1988        | Suits-Us Dr.                                                                                               | Bella Vista     | 87002351  | |
| 24       | Bogan Cabin                                                 |      | 28. Jan. 1988        | Cedarcrest Mountain                                                                                        | Bella Vista     | 87002352  | |
| 25       | Bogart Hardware Building                                    |      | 28. Jan. 1988        | 112 E. Central                                                                                             | Bentonville     | 87002329  | |
| 26       | Bolin Barn and Smokehouse                                   |      | 28. Jan. 1988        | südöstlich von Gravette an der Spavinaw Creek Rd.                                                          | Gravette        | 87002359  | |
| 27       | Braithwaite House                                           |      | 28. Jan. 1988        | Old Bella Vista Highway                                                                                    | Bentonville     | 87002314  | |
| 28       | Bratt-Smiley House                                          |      | 28. Jan. 1988        | University and Broadway                                                                                    | Siloam Springs  | 87002428  | |
| 29       | Breedlove House and Water Tower                             |      | 28. Jan. 1988        | Route 4 | Bentonville     | 87002326  | |
| 30       | Bryan House No. 2                                           |      | 28. Jan. 1988        | 321 E. Locust St.                                                                                          | Rogers          | 87002396  | |
| 31       | Camp Crowder Gymnasium                                      |      | 23. Sep. 2011        | 205 Shiloh Dr.                                                                                             | Sulphur Springs | 11000685  | |
| 32       | Campbell House                                              |      | 28. Jan. 1988        | 714 W. 3rd St.                                                                                             | Rogers          | 87002391  | |
| 33       | Carl House                                                  |      | 28. Jan. 1988        | 70 Main St.                                                                                                | Gentry          | 87002422  | |
| 34       | Carl's Addition Historic District                           |      | 17. Juli 1997        | entlang S. College, W. Alpine und S. Wright Sts., begrenzt durch Sager Cr. und W. Twin Springs Ave.        | Siloam Springs  | 97000791  | |
| 35       | Carpenter Building                                          |      | 18. Mai 2018         | 136 E Main                                                                                                 | Gentry          | 100002447 | |
| 36       | Coal Gap School                                             |      | 4. Sep. 1992         | County Road 920                                                                                            | Larue           | 92001123  | |
| 37       | Coats School                                                |      | 28. Jan. 1988        | Spavinaw Creek Rd.                                                                                         | Maysville       | 87002370  | |
| 38       | Connelly-Harrington House                                   |      | 28. Jan. 1988        | 115 E. University                                                                                          | Siloam Springs  | 87002386  | |
| 39       | Coon Creek Bridge                                           |      | 24. Jan. 2007        | County Road 24                                                                                             | Cherokee City   | 06001264  | |
| 40       | Council Grove Methodist Church                              |      | 28. Jan. 1988        | Osage Mills Rd.                                                                                            | Osage Mills     | 87002377  | |
| 41       | Charles R. Craig Building                                   |      | 27. Sep. 2003        | 113 S. Main St.                                                                                            | Bentonville     | 03000957  | |
| 42       | Craig-Bryan House                                           |      | 28. Jan. 1988        | 307 W. Central                                                                                             | Bentonville     | 87002320  | |
| 43       | Deaton Cabin                                                |      | 28. Jan. 1988        | Suits Us Rd.                                                                                               | Bella Vista     | 87002348  | |
| 44       | Douglas House                                               |      | 28. Jan. 1988        | 8 miles off of Highway 12                                                                                  | Vaughn          | 87002372  | |
| 45       | Duckworth-Williams House                                    |      | 28. Jan. 1988        | 103 S. College                                                                                             | Siloam Springs  | 87002385  | |
| 46       | Elliott House                                               |      | 20. Jan. 1978        | 303 SE. 3rd St.                                                                                            | Bentonville     | 78000573  | |
| 47       | First National Bank                                         |      | 28. Jan. 1988        | 109 E. University                                                                                          | Siloam Springs  | 87002431  | |
| 48       | Freeman-Felker House                                        |      | 28. Jan. 1988        | 318 W. Elm St.                                                                                             | Rogers          | 87002399  | |
| 49       | Gailey Hollow Farmstead                                     |      | 28. Jan. 1988        | ¼ mile east of the Logan intersection                                                                      | Logan           | 87002381  | |
| 50       | Garfield Elementary School                                  |      | 28. Juni 1996        | 18432 Marshall St.                                                                                         | Garfield        | 96000693  | |
| 51       | Gentry Grand Army of the Republic Monument                  |      | 26. Jan. 2016        | NE Sec. of Gentry Cemetery, Pioneer Ln.                                                                    | Gentry          | 100001990 | |
| 52       | German Builder's House                                      |      | 28. Jan. 1988        | 315 E. Central                                                                                             | Siloam Springs  | 87002426  | |
| 53       | Goforth-Saindon Mound Group                                 |      | 23. Jan. 1986        | Address Restricted                                                                                         | Siloam Springs  | 86000099  | |
| 54       | Grand Army of the Republic Memorial                         |      | 3. Mai 1996          | Southern end of Twin Springs Park, east of the junction of Highway 43 and Twin Springs St.                 | Siloam Springs  | 96000506  | |
| 55       | Green Barn                                                  |      | 28. Jan. 1988        | McClure St.                                                                                                | Lowell          | 87002368  | Der Abriss wurde 2013 von Dr. Gaye Bland, Direktorin des Rogers Historical Museum, bestätigt.                                   |
| 56       | Gypsy Camp Historic District                                |      | 28. Jan. 1988        | Off Highway 59                                                                                             | Siloam Springs  | 87002425  | |
| 57       | Hagler-Cole Cabin                                           |      | 28. Jan. 1988        | Mt. Pisqua Dr.                                                                                             | Bella Vista     | 87002342  | |
| 58       | Henry Furniture Store Building                              |      | 15. Juli 1994        | 107 W. University                                                                                          | Siloam Springs  | 94000725  | |
| 59       | Henry House                                                 |      | 28. Jan. 1988        | 302 SE. 2nd St.                                                                                            | Bentonville     | 87002327  | |
| 60       | Highfill School (No. 71)                                    |      | 26. Jan. 2018        | 11978 Highfill Ave.                                                                                        | Highfill        | 100001991 | |
| 61       | Hiwasse Bank Building                                       |      | 28. Jan. 1988        | Main St., Highway 279                                                                                      | Hiwasse         | 87002366  | Aktuelles Foto entspricht nicht der Abbildung des geschützten Gebäudes.                                                         |
| 62       | House at 305 E. Ashley                                      |      | 28. Jan. 1988        | 305 E. Ashley                                                                                              | Siloam Springs  | 87002427  | |
| 63       | Illinois River Bridge                                       |      | 19. Jan. 2005        | County Road 196 (Kincheloe Rd.) approximately 0.25 miles south of Old Highway 68                           | Pedro           | 04001503  | |
| 64       | Illinois River Bridge                                       |      | 28. Jan. 1988        | 6 miles east of Siloam Springs                                                                             | Siloam Springs  | 87002420  | |
| 65       | Jackson House                                               |      | 28. Jan. 1988        | 207 W. Central                                                                                             | Bentonville     | 87002331  | |
| 66       | James House                                                 |      | 28. Jan. 1988        | CR 51 | Rogers          | 87002332  | |
| 67       | Jones House                                                 |      | 28. Jan. 1988        | 220 Bush St.                                                                                               | Sulphur Springs | 87002363  | |
| 68       | Charles Juhre House                                         |      | 25. Feb. 1993        | 406 N. 4th St.                                                                                             | Rogers          | 93000091  | |
| 69       | Kansas City Southern Railway Caboose No. 383                |      | 23. Sep. 2010        | Northwest of the Arkansas Highway 72 and Arkansas Highway 59 intersection                                  | Gravette        | 10000782  | |
| 70       | Kansas City Southern Railway Locomotive 73D and Caboose 385 |      | 21. Feb. 2006        | Highway 59 south of Church Ave.                                                                            | Decatur         | 06000072  | |
| 71       | Kansas City-Southern Depot-Decatur                          |      | 11. Juni 1992        | Highway 59                                                                                                 | Decatur         | 92000606  | |
| 72       | Kefauver House                                              |      | 28. Jan. 1988        | 224 W. Cherry St.                                                                                          | Rogers          | 87002405  | |
| 73       | Kindley House                                               |      | 28. Jan. 1988        | 503 Charlotte St.                                                                                          | Gravette        | 87002356  | |
| 74       | Koons House                                                 |      | 22. Jan. 1988        | 409 5th St.                                                                                                | Bentonville     | 87002330  | |
| 75       | Lakeside Hotel                                              |      | 15. Nov. 1979        | 119 West University Street                                                                                 | Siloam Springs  | 79000432  | |
| 76       | Lamberton Cabin                                             |      | 28. Jan. 1988        | 8 N. Mountain                                                                                              | Bella Vista     | 87002343  | |
| 77       | Lane Hotel                                                  |      | 28. Jan. 1988        | 121 W. Poplar St.                                                                                          | Rogers          | 87002411  | |
| 78       | Lillard-Sprague House                                       |      | 28. Jan. 1988        | Pleasant Grove Rd.                                                                                         | Rogers          | 87002398  | Das Foto von 2015 zeigt den ehemaligen Standort des zerstörten Gebäudes                                                         |
| 79       | Linebarger House                                            |      | 28. Jan. 1988        | 606 W. Central                                                                                             | Bentonville     | 87002335  | |
| 80       | Macon-Harrison House                                        |      | 28. Jan. 1988        | 209 NE. 2nd St.                                                                                            | Bentonville     | 87002333  | |
| 81       | Markey House                                                |      | 28. Jan. 1988        | Route 1 | Garfield        | 87002354  | |
| 82       | Massey Hotel                                                |      | 1. Dez. 1978         | U.S. Highway 71B                                                                                           | Bentonville     | 78000574  | |
| 83       | Maxwell-Hinman House                                        |      | 28. Jan. 1988        | 902 N.W. 2nd St.                                                                                           | Bentonville     | 87002322  | |
| 84       | Maxwell-Sweet House                                         |      | 28. Jan. 1988        | 114 S. College                                                                                             | Siloam Springs  | 87002388  | |
| 85       | McCleod House                                               |      | 28. Jan. 1988        | Route 1 | Springdale      | 87002355  | |
| 86       | McIntyre House                                              |      | 28. Jan. 1988        | Logan Rd.                                                                                                  | Logan           | 87002382  | |
| 87       | Merrill House                                               |      | 28. Jan. 1988        | 617 S. 6th                                                                                                 | Rogers          | 87002404  | |
| 88       | Miller Homestead                                            |      | 28. Jan. 1988        | ½ mile east of Highway 94                                                                                  | Pea Ridge       | 87002362  | |
| 89       | Mitchell House                                              |      | 28. Jan. 1988        | 115 N. Nelson                                                                                              | Gentry          | 87002423  | |
| 90       | Mitchell-Ward House                                         |      | 1. Juni 2005         | 201 N. Nelson                                                                                              | Gentry          | 05000486  | |
| 91       | Monte Ne                                                    |      | 17. Feb. 1978        | Off Highway 94                                                                                             | Monte Ne        | 78000575  | |
| 92       | Morris House                                                |      | 28. Jan. 1988        | 407 S.W. 4th St.                                                                                           | Bentonville     | 87002316  | |
| 93       | Mt. Hebron M.E. Church South and Cemetery                   |      | 27. Sep. 2003        | 1079 Mt. Hebron Rd.                                                                                        | Colville        | 03000958  | |
| 94       | Mutual Aid Union Building                                   |      | 14. Okt. 1976        | 2nd and Poplar Sts.                                                                                        | Rogers          | 76000385  | |
| 95       | Myler House                                                 |      | 28. Jan. 1988        | 315 N. 3rd St.                                                                                             | Rogers          | 87002393  | |
| 96       | New Home School and Church                                  |      | 28. Jan. 1988        | South of Bella Vista on McKisic Creek Rd.                                                                  | Bella Vista     | 87002357  | |
| 97       | Norwood School                                              |      | 28. Jan. 1988        | Norwood Rd. and Highway 16                                                                                 | Norwood         | 87002384  | |
| 98       | Oak Hill Mausoleum                                          |      | 6. Dez. 1996         | Oak Hill Cemetery, west of the junction of Benton St. and Highway 43                                       | Siloam Springs  | 96001412  | |
| 99       | Oklahoma Row Hotel Site                                     |      | 20. Mai 1992         | Highway 94S at the shores of Beaver Lake                                                                   | Monte Ne        | 91001668  | |
| 100      | Osage Mills Dam                                             |      | 28. Jan. 1988        | North of Osage Mills on Little Osage Creek                                                                 | Osage Mills     | 87002376  | |
| 101      | Parks-Reagan House                                          |      | 28. Jan. 1988        | 410 W. Poplar St.                                                                                          | Rogers          | 87002395  | |
| 102      | Pea Ridge Commercial Historic District                      |      | 22. Mai 2007         | Pickens St. roughly between Greene and Davis Sts., and Curtis Ave. roughly between Pike and Macintosh Sts. | Pea Ridge       | 07000445  | |
| 103      | Pea Ridge National Military Park                            |      | 15. Okt. 1966        | U.S. Highway 62                                                                                            | Pea Ridge       | 66000199  | |
| 104      | Col. Samuel W. Peel House                                   |      | 4. Mai 1995          | 400 S. Walton Boulevard                                                                                    | Bentonville     | 95000571  | |
| 105      | Pharr Cabin                                                 |      | 28. Jan. 1988        | 2 N. Mountain                                                                                              | Bella Vista     | 87002346  | |
| 106      | Piercy Farmstead                                            |      | 28. Jan. 1988        | Osage Mills Rd.                                                                                            | Osage Mills     | 87002379  | |
| 107      | Pinkston-Mays Store Building                                |      | 28. Jan. 1988        | 107-109 Lackston St.                                                                                       | Lowell          | 87002367  | |
| 108      | Princedom Cabin                                             |      | 28. Jan. 1988        | Lookout Dr.                                                                                                | Bella Vista     | 87002347  | |
| 109      | Putman Cemetery                                             |      | 24. Mai 2004         | 3504 Magellan Boulevard                                                                                    | Bentonville     | 04000510  | |
| 110      | Pyeatte House                                               |      | 29. Nov. 1995        | 311 S. Mt. Olive St.                                                                                       | Siloam Springs  | 95001382  | |
| 111      | Quell House                                                 |      | 28. Jan. 1988        | 222 S. Wright                                                                                              | Siloam Springs  | 87002387  | |
| 112      | Railroad Cottage                                            |      | 19. Jan. 2005        | 208 N. Rust                                                                                                | Gentry          | 04001509  | |
| 113      | Raney House                                                 |      | 28. Jan. 1988        | 1331 Monte Ne                                                                                              | Rogers          | 87002403  | |
| 114      | Reeves House                                                |      | 7. Sep. 1995         | 321 S. Wright St.                                                                                          | Siloam Springs  | 95001091  | |
| 115      | Rice House                                                  |      | 28. Jan. 1988        | 501 NW. A St.                                                                                              | Bentonville     | 87002325  | |
| 116      | James A. Rice House                                         |      | 1. Nov. 1984         | 204 SE. 3rd St.                                                                                            | Bentonville     | 84000177  | |
| 117      | Rife Farmstead                                              |      | 28. Jan. 1988        | Osage Mills Rd.                                                                                            | Osage Mills     | 87002380  | |
| 118      | Rife House                                                  |      | 28. Jan. 1988        | 1515 S. 8th St.                                                                                            | Rogers          | 87002406  | Der Abriss wurde 2013 von Dr. Gaye Bland, Direktorin des Rogers Historical Museum, bestätigt.                                   |
| 119      | Rocky Branch School                                         |      | 25. März 1988        | 200 N. Highway 303                                                                                         | Prairie Creek   | 87002360  | |
| 120      | Rogers City Hall                                            |      | 28. Jan. 1988        | 202 W. Elm St.                                                                                             | Rogers          | 87002409  | The old Rogers City Hall, not the modern one at 301 West Chestnut.                                                              |
| 121      | Rogers Commercial Historic District                         |      | 28. Jan. 1988        | city=Rogers                                                                                                |                 | 87002412  | |
| 122      | Rogers Post Office Building                                 |      | 28. Jan. 1988        | 120 W. Poplar St.                                                                                          | Rogers          | 87002408  | Hauptpost von 1917 bis in die 1940er Jahre                                                                                      |
| 123      | Rogers Milk Plant Building                                  |      | 24. Jan. 2019        | 218 W. Birch St.                                                                                           | Rogers          | 100003324 | |
| 124      | Roy's Office Supply Building                                |      | 28. Jan. 1988        | 110 E. Central                                                                                             | Bentonville     | 87002328  | |
| 125      | Simon Sager Cabin                                           |      | 30. Jan. 1976        | John Brown University campus                                                                               | Siloam Springs  | 76000386  | |
| 126      | Sellers Farm                                                |      | 28. Jan. 1988        | Old highway on the state line                                                                              | Maysville       | 87002369  | Niedergebrannt |
| 127      | Shady Grove School                                          |      | 28. Jan. 1988        | Highway 94                                                                                                 | Pea Ridge       | 87002361  | |
| 128      | Shaw-Blair House                                            |      | 3. Nov. 2020         | 11976 Tyson Rd.                                                                                            | Lowell          | 100005757 | |
| 129      | Shiloh House                                                |      | 28. Jan. 1988        | Off Kibler St.                                                                                             | Sulphur Springs | 87002364  | |
| 130      | Shores Warehouse                                            |      | 28. Jan. 1988        | Main St.                                                                                                   | Cave Springs    | 87002374  | |
| 131      | Siloam Springs City Park                                    |      | 28. Jan. 1988        | Downtown Siloam Springs                                                                                    | Siloam Springs  | 87002383  | |
| 132      | Siloam Springs Downtown Historic District                   |      | 26. Mai 1995         | Roughly bounded by Sager Creek, Ashley St., Madison Ave., and Twin Springs St.                             | Siloam Springs  | 94001338  | |
| 133      | Smith House                                                 |      | 7. Nov. 1996         | 806 NW. A St.                                                                                              | Bentonville     | 96001273  | |
| 134      | Springfield to Fayetteville Road-Cross Hollow Segment       |      | 19. Jan. 2005        | County Road 83 through Cross Hollow                                                                        | Lowell          | 04001511  | |
| 135      | Springfield to Fayetteville Road-Elkhorn Tavern Segment     |      | 26. Mai 2005         | Northwest of Elkhorn Tavern within Pea Ridge National Park                                                 | Garfield        | 05000484  | |
| 136      | Stack Barn                                                  |      | 28. Jan. 1988        | Highway 94S                                                                                                | Monte Ne        | 87002353  | |
| 137      | Stockton Building                                           |      | 28. Jan. 1988        | 113 N. Broadway                                                                                            | Siloam Springs  | 87002432  | |
| 138      | Stroud House                                                |      | 10. Mai 1996         | Southeastern corner of the junction of SE. F St. and E. Central Ave.                                       | Bentonville     | 96000527  | |
| 139      | Sulphur Springs Old School Complex Historic District        |      | 16. Feb. 2001        | 512 Black St.                                                                                              | Sulphur Springs | 01000113  | |
| 140      | Sulphur Springs Park Reserve                                |      | 8. Juli 1999         | Highway 59                                                                                                 | Sulphur Springs | 99000791  | |
| 141      | Sutherlin Cabin                                             |      | 28. Jan. 1988        | 4 N. Mountain                                                                                              | Bella Vista     | 87002344  | |
| 142      | Terry Block Building                                        |      | 13. Mai 1982         | 101-103 N. Main St.                                                                                        | Bentonville     | 82004613  | |
| 143      | Thurmond House                                              |      | 28. Jan. 1988        | 407 Britt                                                                                                  | Siloam Springs  | 87002430  | |
| 144      | Van Winkle's Mill Site                                      |      | 15. Nov. 2007        | 21392 E. Highway 12                                                                                        | Rogers          | 07001175  | |
| 145      | Vinson House                                                |      | 28. Jan. 1988        | 1016 S. 4th                                                                                                | Rogers          | 87002392  | |
| 146      | War Eagle Bridge                                            |      | 19. Nov. 1985        | County Road 98 über den War Eagle Creek                                                                    | War Eagle       | 85003497  | |
| 147      | Wasson House                                                |      | 28. Jan. 1988        | Main St.                                                                                                   | Springtown      | 87002371  | |
| 148      | Wee Pine Knot                                               |      | 21. Jan. 1999        | 319 Spring St.                                                                                             | Sulphur Springs | 98001632  | |
| 149      | Wonderland Cave                                             |      | 28. Jan. 1988        | Dertmoor Rd.                                                                                               | Bella Vista     | 87002313  | |
| 150      | Col. Young House                                            |      | 28. Jan. 1988        | 1007 SE. 5th St.                                                                                           | Bentonville     | 87002319  | |